# Montgomery Advertiser
Il Montgomery Advertiser è un quotidiano statunitense, fondato nel 1829 e diffuso in Alabama.

## Storia
Inizialmente pubblicato nel 1829 con il nome di The Planter's Gazette, ha assunto la sua attuale denominazione a partire dal 1833. Il giornale adottò una posizione favorevole alla Guerra di secessione americana e divenne uno dei giornali più diffusi degli Stati confederati d'America. Hanno partecipato alla redazione del giornale numerosi autori vincitori del Premio Pulitzer. A partire dal 1995 il quotidiano è proprietà del gruppo Gannett.

### Razzismo e diritti civili
Mentre The Advertiser si oppose alla secessione nel 1861, dopo la guerra di secessione americana si schierò con la causa del suprematismo bianco.
Secondo un articolo del 2018 dello stesso Advertiser, dal 1883 all'inizio del XX secolo il giornale copriva in modo ambivalente i frequenti linciaggi della regione. Mentre formalmente condannava gli omicidi di persone di colore, la sua linea del giornale presupponeva che le vittime fossero colpevoli di crimini, come un editoriale del 1919 che sosteneva che "fintanto che ci saranno tentativi di stupro da parte di uomini neri, uomini rossi o uomini gialli vestiti di bianco donne ci saranno linciaggi". Di conseguenza, le proposte dell'articolo su come affrontare i linciaggi si sono concentrate su come gli accusati potevano piuttosto essere giustiziati legalmente in modo più efficiente. La linea editoriale dava l'impressione di essere più preoccupato di come i linciaggi potessero essere trattati dai giornali del Nord piuttosto che dei crimini stessi. In un editoriale pubblicato in occasione dell'apertura nel 2018 del National Memorial for Peace and Justice, il comitato editoriale ha riconosciuto il "posto vergognoso del giornale nella storia di questi atti ignobili e omicidi", riconoscendo che la copertura "negligente" del giornale di linciaggi era "sbagliato".
Il giornale vinse il primo dei suoi tre premi Pulitzer sotto la direzione di Grover C. Hall (1888-1941), che arrivò all'Advertiser nel 1910 e ricoprì l'incarico di editore dal 1926 fino alla sua morte. Il giornale dichiarò guerra al Ku Klux Klan durante gli anni '20 e divenne famoso a livello nazionale per la sua copertura e la sua posizione editoriale. Hall in seguito ha sostenuto per il rilascio dei Scottsboro Boys. Tuttavia, negli anni '50, la copertura del movimento per i diritti civili da parte del giornale era "indifferente e antagonista", spesso criticando gli attivisti per i diritti civili e i loro obiettivi.
Nel 2004, Wanda Lloyd è diventata la prima direttrice esecutiva nera dell'Advertiser.